# Fenolftaleina
La fenolftaleina  è un comune indicatore di pH usato nelle titolazioni acido-base. La sua formula chimica bruta è C20H14O4.
A temperatura ambiente la fenolftaleina si presenta in forma di polvere cristallina bianca inodore, poco solubile in acqua (400mg/l) e solubile in etanolo (14 g/l). Dal punto di vista chimico, è un acido molto debole.

Come indicatore, viene generalmente usata in forma di soluzione in etanolo allo 0,1%. 
A pH inferiori a 8,2 è incolore, a pH superiori a 9,8 gli ossidrili perdono i loro atomi d'idrogeno e la molecola impartisce un intenso color porpora alla soluzione.

## Nocività
Una volta largamente usato come lassativo, se ingerito ha effetti tossici.
All'uso abituale di fenolftaleina possono conseguire gravi reazioni avverse come osteomalacia e gastroenteropatia proteino-disperdente. La fenolftaleina può essere responsabile anche di gravi reazioni allergiche (es. Sindrome di Stevens-Johnson). Dati sperimentali recenti sembrano dimostrare che all'uso cronico della fenolftaleina possa conseguire un effetto genotossico e cancerogeno. A tale riguardo, la FDA ha provveduto ad eliminare dai prodotti da banco la fenolftaleina ed i derivati del dantron, anch'essi sospettati di genotossicità e cancerogenicità.
La Commissione unica del farmaco, ente del ministero della Sanità, ne ha decretato la pericolosità già nel 1997. 
Tale decisione è stata raggiunta a seguito di alcuni studi americani che hanno riscontrato una maggiore incidenza di tumori fra i pazienti che facevano largo uso di lassativi con tale principio attivo. 
Gli esperimenti effettuati presso i laboratori del National Toxicology Program hanno confermato i sospetti: i ratti cui venivano iniettate dosi massicce di fenolftaleina sviluppavano cellule tumorali con una rapidità impressionante. 
Il 24 settembre 1997 l’agenzia europea per i medicinali ha raccomandato ai Paesi membri di adottare provvedimenti restrittivi per i farmaci che contengono tale sostanza. 
In Italia la prima denuncia sulla materia è stata dell'Associazione per i diritti degli utenti e dei consumatori. 
La Commissione Unica del Farmaco, investita del problema dall'allora ministro della Sanità Rosy Bindi, ha dato parere negativo alla vendita dei farmaci contenenti fenolftaleina. 
I lassativi messi al bando erano in uso da moltissimi anni e avevano una larga diffusione, tra gli altri il "Verecolene", il "confetto Falqui" e l'"Euchessina". I prodotti ora in commercio con quei nomi (a cui è stata posposta la sigla C.M.) sono basati su altri principi attivi: bisacodile per Verecolene e confetto Falqui; sodio picosolfato per Euchessina.
Le stesse ditte produttrici hanno annunciato il ritiro definitivo dal mercato dei lassativi a base di fenolftaleina. 
Primo fra tutti il colosso Novartis, che ha annunciato la definitiva interruzione della produzione del suo "Ormobil".
Ciononostante è ancora largamente impiegato nei laboratori come indicatore di pH, dove è usato con le dovute precauzioni (evitare di annusare o di toccare con mani nude).